# تيد مارسيلينو
تيد مارسيلينو هو سياسي كندي، ولد في 1953. حزبياً، نشط في New Democratic Party of Manitoba ‏. وقد انتخب member of the Legislative Assembly of Manitoba ‏ عن دائرة Tyndall Park (electoral district) ‏ خلال فترته النيابية ‏.